# Earl av Portland
Den engelska adelstiteln Earl of Portland har förlänts vid två tillfällen, första gången 1633 till Richard Weston. Den titeln dog ut 1688 med den fjärde earlens död. Titeln förläntes andra gången 1689 av kung Vilhelm III 1689 till hans nederländskfödde favorit Hans Willem Bentinck. I och med hans sons upphöjande till hertig av Portland absorberades earltiteln i hertigtiteln fram till den nionde och siste hertigen död 1990 och earltitelns övergång till en annan släktgren. Denna gren härstammade från en yngre son till den 1:e earlen av Portland och var därför arvsberättigad enbart till earltiteln men inte till hertigtiteln.
Den nuvarande earlen av Portland bär de underordnade titlarna Viscount Woodstock (1689) och Baron Cirencester (1689), båda i Englands peerage. Sammanhängande med hertigtiteln var titlarna Marquess of Titchfield (1716) och Baron Bolsover (1880), som båda dog ut tillsammans med hertigtiteln.

## Earlar av Portland, första förläningen (1633)
- Richard Weston, 1:e earl av Portland (1577-1635)
- Jerome Weston, 2:e earl av Portland (1605-1663)
- Charles Weston, 3:e earl av Portland (1639-1665)
- Thomas Weston, 4:e earl av Portland (1609-1688)

## Earlar av Portland, andra förläningen (1689)
- Hans Willem Bentinck, 1:e earl av Portland (1649–1709)
- Henry Bentinck, 1:e hertig av Portland, 2:e earl av Portland (1682–1726)
- William Bentinck, 2:e hertig av Portland, 3:e earl av Portland (1709–1762)
- William Henry Cavendish-Bentinck, 3:e hertig av Portland, 4:e earl av Portland (1738–1809)
- William Henry Cavendish-Scott-Bentinck, 4:e hertig av Portland, 5:e earl av Portland (1768–1854)
- William John Cavendish-Scott-Bentinck, 5:e hertig av Portland, 6:e earl av Portland (1800–1879)
- William John Arthur Charles James Cavendish-Bentinck, 6:e hertig av Portland, 7:e earl av Portland (1857–1943)
- William Arthur Henry Cavendish-Bentinck, 7:e hertig av Portland, 8:e earl av Portland (1893–1977)
- Ferdinand William Cavendish-Bentinck, 8:e hertig av Portland, 9:e earl av Portland (1888–1980)
- Victor Frederick William Cavendish-Bentinck, 9:e hertig av Portland, 10:e earl av Portland (1897–1990)
- Henry Noel Graf von Bentinck, 11:e earl av Portland (1919–1997)
- Timothy Charles Robert Noel Graf Bentinck, 12:e earl av Portland (född 1953)